# Anteros formosus
Anteros formosus är en fjärilsart som beskrevs av Pieter Cramer 1777. Anteros formosus ingår i släktet Anteros och familjen Riodinidae. Inga underarter finns listade i Catalogue of Life.

## Bildgalleri

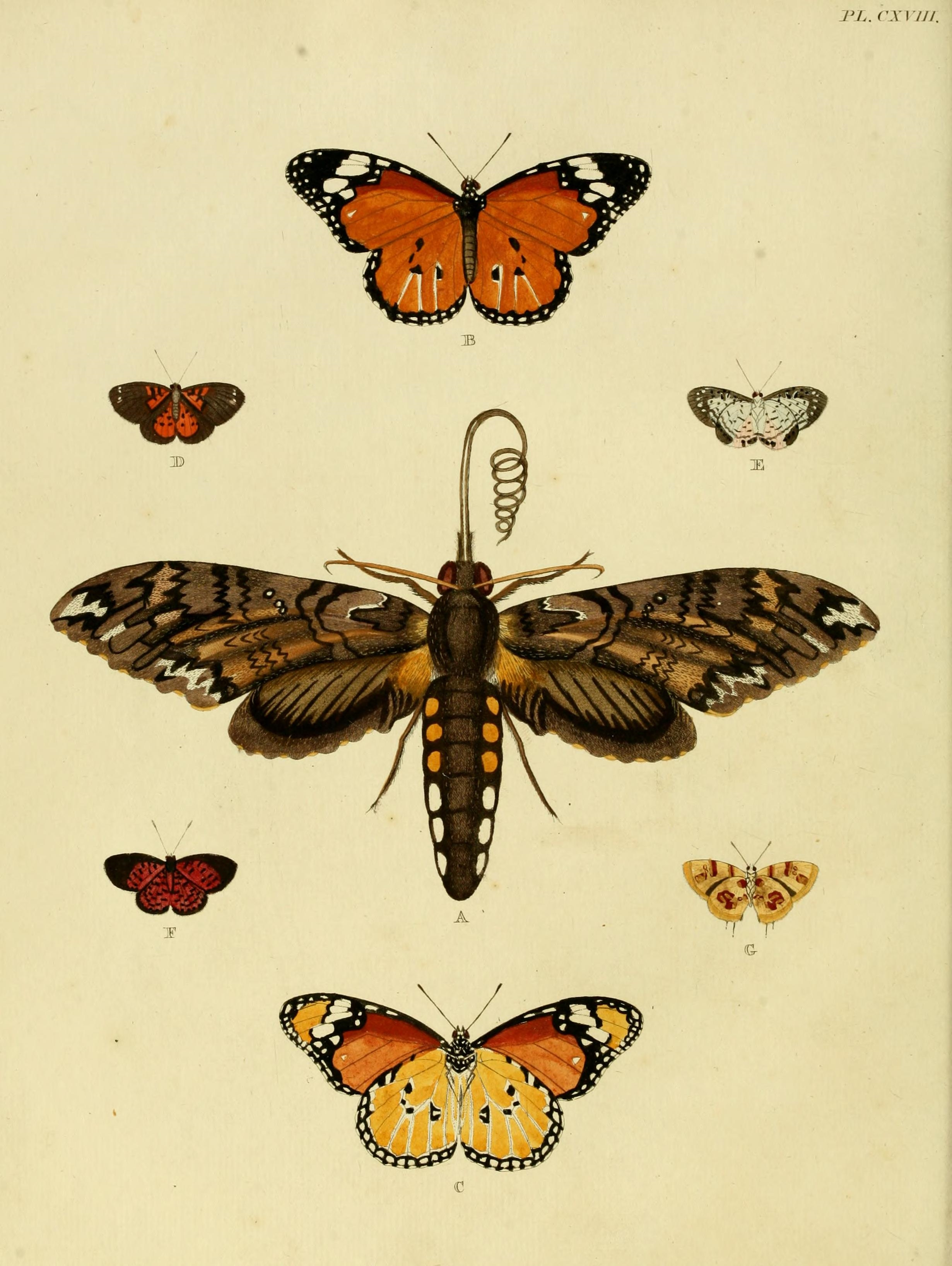